# L.S.F.
L.S.F. (или "L.S.F. (Lost Souls Forever)") је други сингл који је издала британска рок група Касејбијан. Песма је обезбедила бенду њихов први Топ 10 хит. Песма је достигла десето место и остала је на Топ 75 5 недеља. Познато је да ова песма има тешко разумљив текст.